# Индекс експлозивности вулкана
Индекс експлозивности вулкана (Volcanic Explosivity Index (VEI)) је релативна мера експлозивности вулканских ерупција. Установили су га Крис Њухол из Геолошког завода Сједињених Држава и Стефен Селф на Универзитету Хаваји 1982. године.
Количина избаченог материјала, висина еруптивног облака и квалитативна запажања (користећи термине у распону од "мирних" до "мега-колосалних") користе се за одређивање вредности експлозивности. Скала нема устаљене границе, а највећу величину (величину 8 на скали) имају најјаче ерупције забележене у Земљиној историји. Вредност 0 (нула) на скали имају мирне ерупције, без експлозија, које се одликују са мање од 10 000 m³ избачене тефре, док вредност 8 одговара мега-колосалним експлозивним ерупцијама које се одликују са 1.0×1012 m³ (240 кубних миља) избачене тефре и висином стуба облака од преко 20 km (66 000 стопа). Скала је логаритамска, при чему сваки интервал на њој представља десетоструко повећање посматраних критеријума избацивања, са изузетком између индекса 0, 1 и 2.

## Класификација
Индекс експлозивности вулкана односи се на вулканску ерупцију, а број индекса зависи од тога колико је вулканског материјала избачено током ерупције, до које висине и колико је она трајала. Индекси се крећу од 0 до 8, а скала је логаритамска од индекса 2 до индекса 8. У том делу скале повећање за 1 указује на ерупцију која је 10 пута снажнија. Разлика између индекса 1 и 2 је у томе што је ерупција индекса 2 за 100 пута снажнија од ерупције индекса 1.
У последњих 132 милиона година идентификовано је око 40 ерупција индекса 8 , од којих се 30 догодило у протеклих 36 милиона година. Узимајући у обзир то да је процењена учесталост оваквих ерупција једном у 50 000 година , вероватно постоји много таквих ерупција у последњих 132 милиона година које још увек нису познате. На основу непотпуних статистика други аутори претпостављају да је идентификовано најмање 60 ерупција индекса 8.   Последња ерупција ове величине била је ерупција вулкана Таупо на Новом Зеланду која се догодила пре више од 27.000 година, што значи да није било холоценских ерупција које припадају најснажнијем индексу.
Најмање 10 ерупција индекса 7 десило се у последњих 10 000 година. Такође је идентификовано и 58 плинијских ерупција и 13 ерупција које су за последицу имале стварање калдера, али њима нису одређене величине. До 2010. године помоћу Глобалног програма вулканизма института Смитсониан каталогизиране су 7 742 вулканске ерупције одређеног индекса које су се догодиле током холоцена (у последњих 11 700 година). Овај број ерупција чини око 75% од укупно познатих ерупција које су се догодиле током холоцена. Од тог броја око 49% ерупција има индекс експлозивности вулкана ≤ 2, а 90% има индекс ≤ 3.